# الأجهزة الطبية ذات الاستخدام الواحد
الأجهزة الطبية ذات الاستخدام الواحد هي أي معدات أو أداوات أو أجهزة طبية يتحدد استخدامه لمرة واحدة فقط في المستشفى أو العيادة ويجب التخلص منه، تُعرِّف إدارة الغذاء والدواء هذا النوع من الأجهزة على أنه أي جهاز مخول من قبل الشركة المصنعة له بالاستخدام لمريض واحد وإجراء واحد فقط، أي أنه غير قابل لإعادة الاستخدام وعمره قصير جدًا يقتصر على مريض واحد. هناك أنواع عديدة من الأجهزة الطبية ذات الاستخدام الواحد بدايةً من الأجهزة الخارجية الأحذية البلاستيكية والقفازات الطبية والضمادات وانتقالًا إلى الأجهزة الداخلية الأكثر تعقيدًا مثل الإبرة والشفرات الحادة، كما تتعدد أسباب الاستخدام لمرة واحدة وتبدأ من الإشعاع والدم والبكتريا وبالتالي يجب التخلص منها، كل دولة لها قوانين خاصة بشأن النفايات الطبية  وإعادة تدوير الأجهزة الطبية في المستشفيات والعيادات.

## الأسباب التي تدعو للاستخدام الواحد
هناك عدة أسباب للتخلص من الجهاز الذي يستخدم لمرة واحدة والتي تشمل:

### ميزات التصميم
قد يُصنع الجهاز بطريقة معينة تمنع تعقيمه وتطهيره بشكل صحيح وقد يؤدي بالضرر إذا أعيد استخدامه ويسبب التلوث المتبادل.

### تفاعل سموم البكتريا والحروق الكيميائية أو التحسس
قد تكون هناك كميات صغيرة من البكتيريا المتبقية حتى بعد التعقيم والتي يمكن أن تثير ردود فعل وتكون خطرة إذا ما أُعيد استخدامها مرة أخرى.

### سلامة المريض
قد لا يتمكن الجهاز من الوصول إلى المستوى المفترض لتأدية وظيفته بعد إعادة استخدامه أو إعادة تصنيعه.

## الأجهزة الطبية ذات الاستخدام الواحد المتنوعة
تمتد الأجهزة ذات الاستخدام الواحد لتشمل مساحة كبيرة من الصناعة الطبية، وتُستخدم أجهزة مختلفة في كل منطقة من مناطق العالم وأيضًا في كل منطقة من مناطق المستشفى.
تحتل دول العالم الأول إمكانية الوصول إلى أكبر مجموعة من الأجهزة الطبية ذات الاستخدام الواحد مقارنة ببلدان العالم الثالث التي تكافح من أجل الاتصال بالأجهزة الطبية، ومن الأمثلة على ذلك: الإبر تحت الجلد والحقن والضمادات واللفائف واختبارات الأدوية وأردية الفحص والكمامات والقفازات والقطن الجراحي.
أما الأجهزة ذات الاستخدام الفردي التي يمكن إعادة معالجتها هي دوائر المهواة وملاقط الخزعة والشفرات ومنظار المهبل ومجموعات مضخة الثدي والمشابك وأنبوب القصبة الهوائية.